# ジョン・ランドー
ジョン・ランドー（Jon Landau, 1960年7月23日 - 2024年7月5日）は、アメリカ合衆国の映画プロデューサー。アカデミー作品賞受賞作『タイタニック』のプロデューサーとして最もよく知られる。

## 人物
ニューヨーク州ニューヨークで、映画プロデューサーのエリイ・ランドーの息子として生まれる。オンラインポーカーの「ハリウッドポーカー」では、ポーカープレイヤーとしての顔も持っている。
1990年代には20世紀フォックスの副社長を5年半ほど努め、『トゥルーライズ』の製作中にジェームズ・キャメロンに接近する。現在はライトストーム・エンターテインメントの一員として活動している。
2009年には再びキャメロンとタッグを組み、『アバター』をプロデュースした。
2024年7月5日、ロサンゼルスで死去。63歳没。

## フィルモグラフィ
- キャンパスマン（英語版） Campus Man （1987年） - 製作
- ミクロキッズ Honey, I Shrunk The Kids （1989年） - 共同製作
- ディック・トレイシー Dick Tracy （1990年） - 共同製作
- タイタニック Titanic （1997年） - 製作、ジェームズ・キャメロンと共同
- ソラリス Solaris （2002年） - 製作、ジェームズ・キャメロンと共同
- アバター Avatar （2009年） - 製作、ジェームズ・キャメロンと共同
- アリータ: バトル・エンジェル Alita: Battle Angel （2018年） - 製作、ジェームズ・キャメロンと共同
- アバター:ウェイ・オブ・ウォーター Avatar: The Way of Water （2022年） - 製作、ジェームズ・キャメロンと共同